# Piercing en el pezón
Un piercing en los pezones o pezonera es un piercing (de la palabra perforar en inglés), agujero o perforación corporal, centrada usualmente en la base de los pezones. Se puede colocar en cualquier ángulo, pero usualmente se coloca de modo horizontal, y menos frecuentemente vertical. También es posible colocar múltiples piercings , uno sobre otro. Algunas personas han notado que se requiere entre un año, y un año y medio, para su completa sanación. Es recomendado que si se va a aumentar de tamaño la joya, el perforador espere a lo menos el tiempo de recuperación entre las expansiones.

## Historia
Este tipo de perforación es rara y los supuestos ejemplos de la Antigüedad proceden de fuentes dudosas y de difícil verificación, como libros eróticos y sobre prácticas extremas a principios del siglo XX, que darían lugar a leyendas urbanas como de que en Roma los centuriones, miembros de la guardia del César, llevarían aros en los pezones como muestra de su virilidad y coraje, así como un accesorio de sus vestimentas ya que les permitían colgar en ellos las capas cortas que usaban (!); en realidad es una mala interpretación de las corazas que portaban, con todos los detalles anatómicos cincelados, incluyendo los pezones, de los que a veces colgarían anillos decorativos, o la supuesta práctica a finales de la época victoriana, en torno a 1890 entre las damas de la alta sociedad que lo harían para realzar el volumen de sus pezones, información procedente en realidad de unas cartas publicadas en la revista Society en 1899 que tratan fantasías eróticas en lugar de descripciones de una actividad real.
La perforación de pezones surgió a finales de los años 1970 por el perforador Jim Ward entre la subcultura BDSM y gay fetichista del cuero, y en la década de 1980 y a principios de los años 1990 entre la comunidad "primitiva moderna" entre otras modificaciones extremas, y en esa última década ganó popularidad, cuando varias celebridades y modelos de moda dijeron utilizar o mostraron públicamente este tipo de perforación como Tommy Lee o Lenny Kravitz

## Piercing en el pezón y sensibilidad

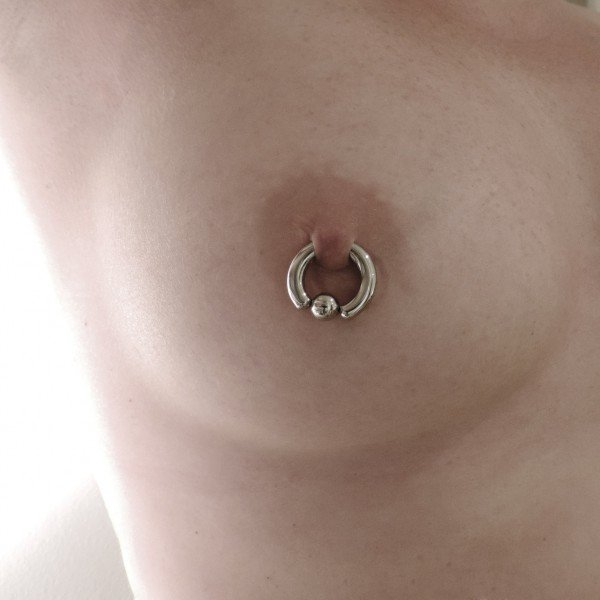
Piercing de pezón estirado con anilla

Se ha registrado un aumento de la excitación sexual creada por la estimulación de los pezones, cuando existe la presencia de piercing en estos.  La mayoría de las mujeres que portan un piercing en un pezón, declaran un incremento de la sensibilidad y excitabilidad después de haber sido perforadas en ellos.  Como resultado del aumento de la información disponible sobre los beneficios sexuales que aportan los piercing en los pezones, se ha reportado un incremento de tanto mujeres como hombres solicitando este procedimiento.

## Perforación del pezón y lactancia
Una pregunta común entre las mujeres es cómo puede afectar a la lactancia materna. No hay evidencia que sugiera que puede causar complicaciones durante la misma. Un artículo en la Journal of the American Medical Association declara que pezones mal perforados y cicatrizaciones pueden resultar en conductos bloqueados.
Es recomendado realizar un buen cuidado para prevenir una infección atendiendo a un perforador profesional y realizando una buena cicatrización. Perforaciones frecuentes igualmente pueden dañar el pezón y causar complicaciones. También es recomendado, que la perforación se cicatrice antes de la lactancia. La mayoría de los perforadores profesionales, se niegan a perforar por esta razón y además las perforaciones causan estrés en el cuerpo y pueden potencialmente complicar el embarazo.
Algunas complicaciones han sido notadas con relación a la lactancia cuando un pirsin está presente, por lo tanto es recomendado remover la joya antes de amamantar. Las complicaciones a causa de amamantar con un pezón con la joya insertada, pueden incluir un mal agarre del bebe al seno, sorbidos, náuseas, y la leche puede escurrir de la boca del bebe.
También puede ser un potencial factor de atragantamiento para el bebe. Mientras el lactante succiona la leche, el final de un barbell (si es usado) puede salirse y puede alojarse en la garganta del bebe (un captive bead ring, correctamente insertado, tienen menos probabilidades de que algo se suelte, se caiga, y se aloje en la garganta). Las encías y la lengua del lactante y también el paladar óseo y blando,  pueden ser dañadas por la joya.

## Posibles complicaciones

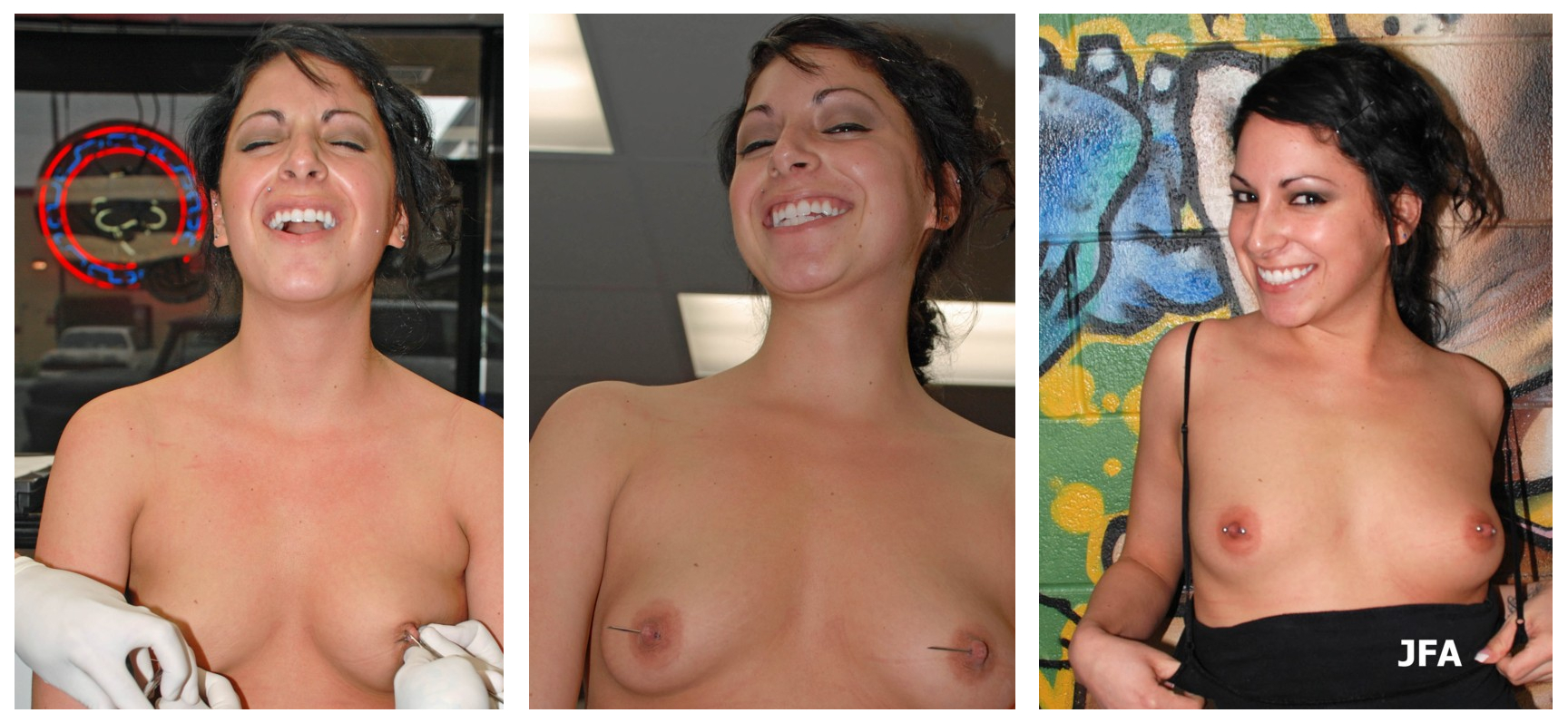
Procedimiento de perforación de pezón, de derecha a izquierda: (1) El tejido es sujetado. (2) Una aguja hipodérmica en la perforación. (3) La joya (barbells) es insertada.

El pezón tiene suficiente tejido para poder perforar con seguridad detrás de la piel, para prevenir un rechazo. Aunque, si la joya es demasiado delgada o el pirsin no es colocado lo suficientemente profundo, existe una posibilidad de rechazo. Alergia al metal, infecciones, o excesivo movimiento de la joya puede también causar que el pirsin sea rechazado.
Muerte a causa de complicaciones resultantes de la perforación de pezones ha ocurrido, así como también graves infecciones que han terminado con la extirpación de la mama después de perforarse un pezón, pero usualmente, un pirsin en el pezón suele tardar entre dos y cuatro meses en sanar completamente.

## Portadores famosos
Un pirsin en el pezón se hizo considerablemente famoso en el espectáculo televisado de la Super Bowl XXXVIII, durante el cual, fue accidentalmente expuesto el seno derecho de la cantante Janet Jackson, en el cual tenía insertado un pirsin en el pezón adornado con un colgante grande en forma de sol. Nicole Richie encendió la alarma en el Aeropuerto Internacional Tahoe, cuando cruzó el detector de metales, a causa de su pezonera. La cantante Pink se perforó un pezón en el backstage, después de un concierto que realizó en Alemania; en presencia de su madre. La escena completa fue grabada y después publicada en su DVD Pink: Live in Europe. Christina Aguilera se quitó todos sus piercings, excepto la joya en su pezón derecho.